# Pisaurina mira
Pisaurina mira är en spindelart som först beskrevs av Charles Athanase Walckenaer 1837.  Pisaurina mira ingår i släktet Pisaurina och familjen vårdnätsspindlar. Inga underarter finns listade i Catalogue of Life.